# Whole Lotta Shakin' Goin' On
Whole Lotta Shakin' Goin' On är en låt skriven av Dave "Curly" Williams och Sunny David. Låten är inspelad av många artister, bland andra Jerry Lee Lewis, Little Richard, Big Maybelle, Roy Hall, men det är Jerry Lee Lewis version från 1957 som är den mest kända. Låten har blivit en standardlåt inom rock'n'roll-musiken.

## I populärkultur
- En populärkulturell referens förekommer i dagboksromanen Berts bravader från 1991, där Bert, Lill-Erik, Åke och Benny i maj sjunger sången, tillsammans med Klart till drabbning, på bussen i samband med ett Mors dag-firande.[1]

### Fotnoter
1. ↑  Jacbosson, Olsson, Anders, Sören. Berts bravader. Rabén & Sjögren